# William Edwin Baldwin

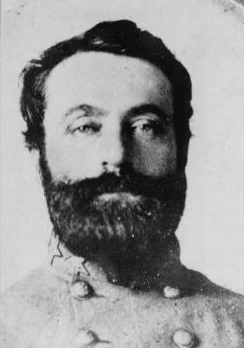
William Edwin Baldwin

William Edwin Baldwin (* 28. Juli 1827 in Statesburg, South Carolina; † 19. Februar 1864 in Alabama) war ein Brigadegeneral der Konföderierten im Amerikanischen Bürgerkrieg.

## Leben
Baldwin wurde in South Carolina geboren, seine Eltern zogen allerdings schon während seiner Kindheit nach Mississippi. Als er erwachsen war, führte er einen Buch- und Gemischtwarenladen in Columbus. Nachdem er mehrere Jahre gleichzeitig in der örtlichen Miliz tätig gewesen war, trat er bei Ausbruch des Bürgerkrieges 1861 in das Heer der Konföderierten ein, wo er als Colonel des 17. Mississippi Infanterie-Regiments zuerst nach Pensacola, Florida, beordert wurde, anschließend nach Ost-Tennessee. Bei einem Angriff auf Fort Donelson wurde Baldwin von Unionstruppen gefangen genommen und in Fort Warren inhaftiert.
Nach seiner Freilassung wurde er zum Brigadegeneral ernannt und bekam das Kommando über eine Brigade aus Regimentern aus Mississippi und Tennessee im Westen von Tennessee. Nach der Teilnahme an mehreren Feldzügen wurde er erneut gefangen genommen. Nach seiner erneuten Freilassung wurde er nach Mobile abkommandiert, hatte jedoch auf dem Weg dorthin, bedingt durch einen gebrochenen Steigbügel, einen Reitunfall und starb an dessen Folgen am 19. Februar 1864.